# 塔吉·拉赫马尼
塔吉·拉赫马尼（波斯語：‎）是一名伊朗记者、 作家和民族主义宗教活动家。
伊朗学者希琳·亨特将拉赫马尼描述为“当代伊朗知识分子和宗教理智主义书籍作者”。 
据报道，1981年至2005年的二十余年间，拉赫马尼由于被伊朗政府监禁而一共在伊朗监狱里呆了超过5000天。 据无国界记者组织称，他是“伊朗最常被监禁的记者”  。国际特赦组织也认定拉赫马尼为良心犯。 
拉赫马尼也是2009年伊朗总统选举期间迈赫迪·卡鲁比阵营中重要的一位选举站台人。 
拉赫马尼的妻子是2023年诺贝尔和平奖获得者，政治活动家纳尔吉斯·穆罕默迪 。 